# Stictoptera phryganealis
Stictoptera phryganealis är en fjärilsart som beskrevs av Walker 1865. Stictoptera phryganealis ingår i släktet Stictoptera och familjen nattflyn. Inga underarter finns listade i Catalogue of Life.